# Excommatica compsotoma
Excommatica compsotoma är en fjärilsart som beskrevs av Edward Meyrick 1921. Excommatica compsotoma ingår i släktet Excommatica och familjen stävmalar. Inga underarter finns listade i Catalogue of Life.